# Partille station
Partille station ligger vid Västra stambanan i Partille utanför Göteborg. Stationen invigdes redan år 1856 och trafikeras sedan 1960-talet av Göteborgs pendeltåg som går mellan Göteborgs centralstation och Alingsås station. Nära stationen finns Partille centrum som har en stor bussterminal i samma byggnad som Allum.
Det första stationshuset ritades av Adolf W. Edelsvärd, chefsarkitekt vid Statens Järnvägars arkitektkontor. Flera andra stationer har byggts efter samma modell, som kallas Partilledsmodellen. 1901 ersattes det gamla stationshuset av ett nytt med tillhörande bostadshus utförda i jugendstil, ritat av Edelsvärds efterträdare, Folke Zettervall. Zettervalls stationsbyggnad förklarades som byggnadsminne år 1990.
Det finns busshållplats nära stationen, men huvudbusstationen för Partille ligger cirka 300 meter från stationen, vid köpcentrat Allum.

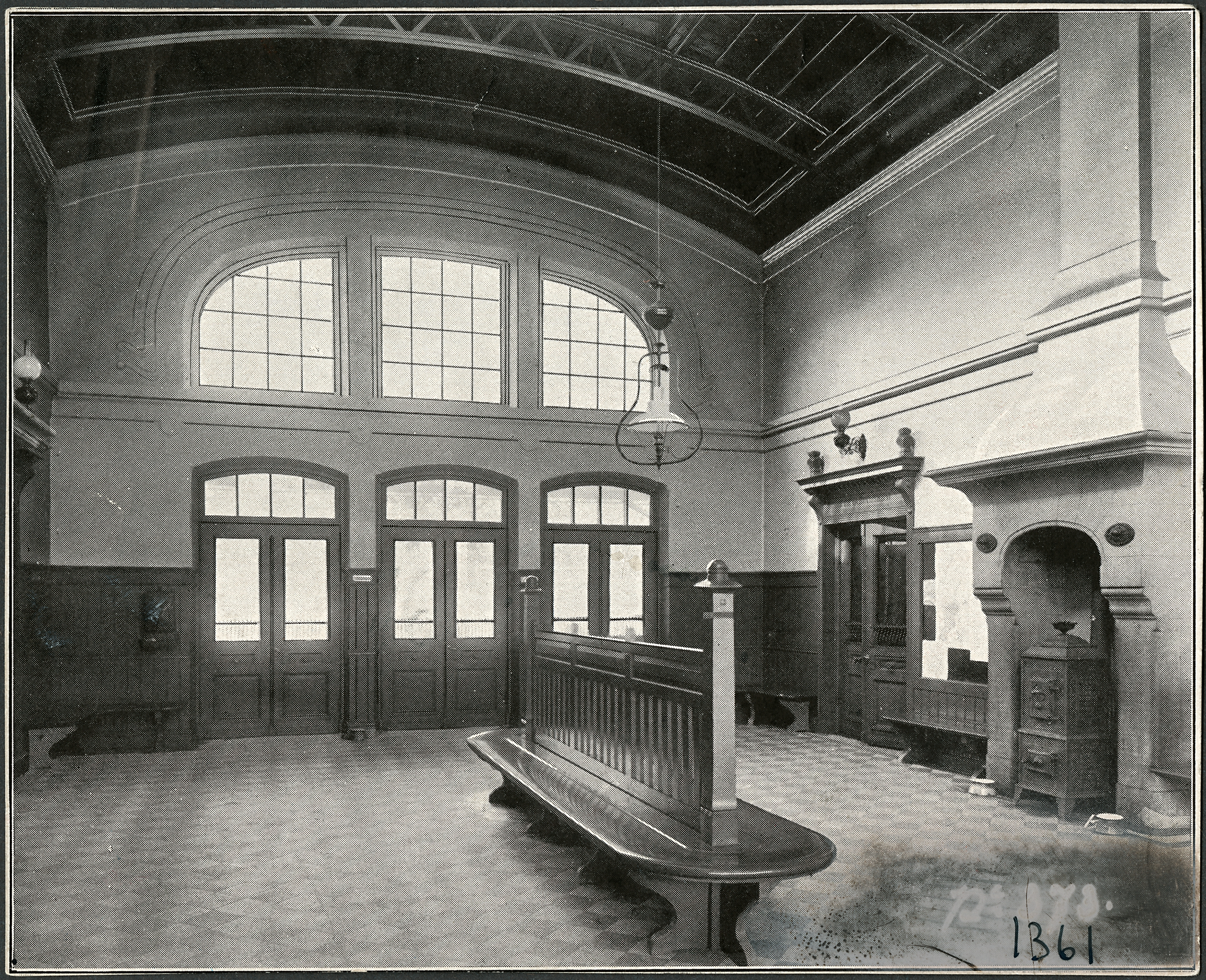
Väntsalen tidigt 1900-tal
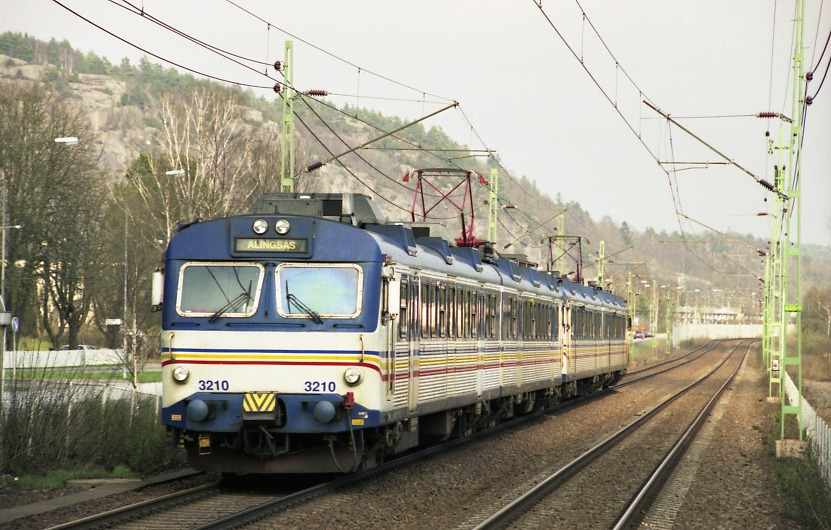
X11 i äldre målning, öster om Partille station